# Primorski vilenjak
Primorski vilenjak ili Plavetni hitri konjic (lat. Orthetrum brunneum) je vrsta vilinskog konjica koji spada u porodicu Libellulidae.

## Opis
Orthetrum brunneum je vrsta srednje veličine koja je rasprostranjena na tekućim vodama na jugu areala. Adultni mužjaci su gotovo potpuno plavi, dok su ženke žute do smeđe. Adulti su dugi oko 45 mm (abdomen 27 mm, dok je dužina zadnjeg krila 35 mm). U prosjeku su većih dimenzija od Orthetrum coerulescens.
Imaju membranozna krila sa smeđom pterostigmom. Na dorzalnoj strani abdomena imaju tanku crnu liniju. Pred kraj svakog segmenta abdomena nalaze se dve crne tačke sa obe strane linije. Kod adultnih mužjaka ovo nije vidljivo zbog izražene pruinoznosti - telo biva prekriveno svetlo plavim ljuspicama.
Oči su tamnoplave, a lice svetloplavo. Trbuh i grudi ženke su oker, oči plave, a lice žuto.

## Rasprostranjenje
Veoma je rasprostranjen na teritoriji Evrope , a areal mu se pruža do Mongolije i Severne Afrike.
Zabeležen je na prostoru sledećih država: Avganistan, Albanija, Alžir, Andora, Jermenija, Austrija, Belorusija, Belgija, Bosna i Hercegovina, Bugarska, Kina, Hrvatska, Kipar, Češka, Egipat, Francuska, Nemačka, Grčka, Mađarska, Italija, Letonija, Litvanija, Luksemburg , Republika Makedonija, Malta, Moldavija, Crna Gora, Holandija, Poljska, Portugalija, Rumunija, Rusija, Srbija, Slovačka, Slovenija, Španija, Švajcarska, Turska i Ukrajina.

## Stanište
Naseljava relativno plitke, osunčane, male tekuće vode - potoke i kanale. Javlja se na delovima vodotoka koji su manje obrasli emerznom vegetacijom.

## Biologija i ponašanje
Ova vrsta leti od aprila do septembra. Adulti se mogu naći u blizini sporotekućih reka ili blizu stajaćih voda na osunčanim putevima. Reproduktivno zreli mužjaci brane teritoriju tako što teraju ostale mužjake u letu. 
Najčešće se pare na zemlji. Ženke polažu jaja na površinu vode, dodirujući je abdomenom. Zabeleženi su slučajevi gde ženka polaže jaja dok je u tandemu sa mužjakom.
Larve su predatori. Žive duboko ukopane u sediment. Prezimljavaju u vodi, a razvijaju se u adulte nakon dve do tri godine larvalnog razvoja.

## Životni ciklus
Parenje se ne odvija u letu kod ove vrste. Mužjak i ženka se odvajaju i ženka sama polaže jaja dodirujući vodu krajem trbuh. Jaja polaže u plitku vodu pored obale reke. Za to vreme mužjak leti u njenoj blizini. Lareve se razvijaju dve godine, nakon čega se izležu odrasle jedinke. Egzuvije ostavljaju na obalnim biljkama.

## Podvrste
Podvrste: 
- Orthetrum brunneum var. brunneum  (Fonscolombe, 1837)  (Palearctic ecozone)
- Orthetrum brunneum var. cycnos  (Sélys, 1848)  (Corsica and Sardinia) [11]